# Chamole
Chamole là một xã trong vùng hành chính Franche-Comté, thuộc tỉnh Jura, quận Lons-le-Saunier, tổng Poligny. Tọa độ địa lý của xã là 46° 50' vĩ độ bắc, 05° 43' kinh độ đông. Chamole nằm trên độ cao trung bình là 545 mét trên mặt nước biển, có điểm thấp nhất là 450 mét và điểm cao nhất là 603 mét. Xã có diện tích 5.78 km², dân số vào thời điểm 2005 là 156 người; mật độ dân số là 27 người/km².

## Thông tin nhân khẩu
| 1962 | 1968 | 1975 | 1982 | 1990 | 1999 |
| ---- | ---- | ---- | ---- | ---- | ---- |
| 123  | 125  | 122  | 119  | 119  | 142  |

## Địa điểm tham quan
Nhà thờ của làng Saint-Jacques được xây từ năm 1834.